# Tatort: Medizinmänner
Medizinmänner ist ein Fernsehfilm aus der Fernseh-Kriminalreihe Tatort der ARD und des ORF. Der Film wurde vom WDR produziert und am 13. Mai 1990 zum ersten Mal gesendet. Es ist die 230. Folge der Tatort-Reihe und der 23. Fall für die Kommissare Horst Schimanski und Christian Thanner. Anlässlich des 40. Sendejubiläums des Duisburger Tatorts strahlte der WDR am 22. Februar 2022 eine in HD abgetastete und digital restaurierte Folge aus.

## Handlung
Jochen Bähr, Abteilungsleiter in einem pharmazeutischen Betrieb, wird erschossen in seinem Angelboot an einem See entdeckt. Unter ihm verborgen findet man seinen Sohn Thomas, der anscheinend infolge eines Schocks stumm geworden ist. Karin Bähr, die Ehefrau des Ermordeten, berichtet, ihr Mann ginge jeden Sonnabendmorgen mit seinem Freund Peter Schatz angeln. Peter sei an diesem Tag wegen einer Geschäftsreise nicht dabei gewesen. Als Schimanski mit Thomas in der Nähe von dessen Wohnhaus Ball spielt, läuft der Junge davon und wird entführt.
In den Arbeitsunterlagen von Bähr finden sich Videos über berauschte Afrikaner. Ein Spezialist auf diesem Gebiet eröffnet den Ermittlern, dass Pharmabetriebe dazu übergegangen seien, in Deutschland verbotene Arzneimittel gewinnbringend nach Afrika zu verkaufen. Als sie seinen Kollegen und Freund Dr. Peter Schatz befragen, entgeht dieser nur knapp einem Anschlag. Ein Brillenetui führt die Ermittler nach Rotterdam, wo Bährs Firma ein Lagerhaus besitzt, um Medikamente von dort aus problemlos nach Afrika verschiffen zu können.
Es kann eine Zeugin aufgetrieben werden, die beobachtet hat, dass der Junge in ebendieser Lagerhalle verschwunden ist. Als man die Mütze von Thomas dort findet, ist das ein weiterer Beweis, dass der Junge entführt worden ist. Vermutlich wird er auf dem im Hafen liegenden Frachtschiff festgehalten.
Die holländischen Kollegen können Schimanski und Thanner nur begrenzt helfen, da die Niederlande ein Gesetz über Medikamentenausfuhr nicht unterzeichnet haben. Eine Durchsuchung auf dem Schiff durch holländische Polizisten ergibt keine Spur des Jungen. Nebenbei müssen sich die Ermittler auch mit deutsch-holländischen Klischees herumplagen.
Schimanski ergreift jedoch die Chance, sich auf das Schiff zu schmuggeln, bevor es ablegt. Er findet den Jungen, doch der Kapitän nimmt beide gefangen. Während der Nacht können Schimanski und Thomas mittels eines Schlauchbootes vom Schiff entkommen und werden etwas später durch einen Bordhubschrauber Sea Lynx einer niederländischen Fregatte gerettet. Durch ein weiteres Schockerlebnis erlangt der Junge sein Redevermögen wieder und weist mit einigen Bemerkungen auf Dr. Schatz als Täter hin. Zurück in Duisburg sucht Schimanski Dr. Schatz auf und zwingt ihn, seine eigenen berauschenden Medikamente zu schlucken. Schatz gibt die Tat daraufhin zu. Der Anschlag auf ihn war nur fingiert, um von sich als möglichem Täter abzulenken.

## Hintergrund
- Speziell für diesen Tatort ließ Regisseur Peter Carpentier ein musikalisches Klangbild von dem Künstler Jean-Jacques Lemêtre erstellen, das mit Stimmeinlagen der Sängerin Azra, die auch den Titelsong Only Love Can Help sang, verfeinert wurde.
- Ein geeignetes Schiff zu finden, erwies sich für das Produktionsteam als sehr schwierig, da die Mietkosten den Produktionsrahmen gesprengt hätten. Schließlich drehte man mit zwei Schiffen, was daran zu erkennen ist, dass es zu Anfang schwarz-rot und später weiß gestrichen ist.
- Chiem van Houweninge, in den meisten Schimanski-Folgen als „Hänschen“ (Hans Scherpenzeel) dabei, schrieb das Drehbuch zu dieser Folge, wie schon zuvor zu den Folgen Kuscheltiere, Kielwasser und Der Tausch. 1991 folgte noch das Drehbuch zur Folge Bis zum Hals im Dreck.

Die Dreharbeiten fanden in Duisburg, in den Bavaria Filmstudios Geiselgasteig in München und in Rotterdam in den Niederlanden statt.
Die DVD mit dieser Folge ist mit zahlreichem Bonusmaterial in der Schimanski-Komplettbox Teil 2 (13 Fälle), erschienen bei Walt Disney Studios Home Entertainment, Laufzeit 1.152 Minuten, enthalten.

## Kritik
„Von Regisseur Peter Carpentier packend in Szene gesetzt, überzeugt hier der seinerzeit 11-jährige Nikolai Bury in seiner ersten TV-Rolle des zunächst stummen Entführungsopfers, das durch einen erneuten Schock endlich wieder zu sprechen beginnt. Bury, der im Jahr zuvor seine erste Rolle in ‚Sommertage‘, dem preisgekrönten Abschlussfilm der späteren Oscar-Preisträgerin Caroline Link an der Hochschule für Film und Fernsehen in München gespielt hatte, wurde danach durch seine Dauerrolle als Peter Rombach in der Wald-und-Wiesen-Familienserie ‚Forsthaus Falkenau‘ (1990 bis 2006) bekannt.“